# Felipe Rosas
Felipe Rosas Sánchez (né le 5 février 1910 - mort le 17 juin 1986) était un footballeur mexicain qui a participé à la Coupe du monde de football 1930.

## Biographie
Surnommé El Dientes, son frère était Manuel Rosas. Tous les deux jouaient à Atlante lorsque la première Coupe du monde se déroule en Uruguay en 1930. 
Lors de la coupe du monde 1930, un de ses coéquipiers, le gardien Oscar Bonfiglio déclare à son sujet : « Il fut le meilleur d'entre nous ». 